# Sociedade de economia mista
Sociedade de economia mista é uma sociedade na qual há colaboração entre o Estado e particulares, ambos reunindo recursos para a realização de uma finalidade, sempre de objetivo econômico.

## No Brasil
A sociedade de economia mista é uma pessoa jurídica de direito privado e não se beneficia de isenções fiscais ou de foro privilegiado. De acordo com o Supremo Tribunal Federal, na Súmula nº 517, de 03/12/1969: "As sociedades de economia mista só têm fôro na Justiça Federal, quando a União intervém como assistente ou opoente." E de acordo com a Súmula nº 556 do STF, de 15/12/1976: "É competente a Justiça comum para julgar as causas em que é parte sociedade de economia mista."
O Estado deve ter uma participação majoritária, ou seja, mais da metade das ações com direito a voto devem pertencer ao Estado.
A sociedade de economia mista deve ser constituída sob a forma de sociedade anônima e seus funcionários são regidos pela Consolidação das Leis do Trabalho.
Frequentemente têm suas ações negociadas em Bolsa de Valores como ocorre com algumas sociedades de economia mista tais como Banco do Brasil, Banco do Nordeste, Petrobras, Sanepar e Cemig.
Diferem das empresas públicas, tendo em vista que nestas o capital é 100% público. Diferem-se também das sociedades anônimas, em que o governo tem posição acionária minoritária, pois nestas o controle da atividade é privado.
O conceito de sociedade de economia mista está fixado em lei pelo artigo 5º, inciso III, do Decreto-Lei nº 200/1967.